# Quận Madison, Kentucky
Quận Madison là một quận thuộc tiểu bang Kentucky, Hoa Kỳ.
Quận này được đặt tên theo. Theo điều tra dân số của Cục điều tra dân số Hoa Kỳ năm 2000, quận có dân số người. Quận lỵ đóng ở.

## Địa lý
Theo Cục điều tra dân số Hoa Kỳ, quận có diện tích km2, trong đó có km2 là diện tích mặt nước.

## Thông tin nhân khẩu
Theo điều tra dân 2 năm 2000 của Cục điều tra dân số Hoa Kỳ, quận đã có dân số có 70.872 người, 27.152 hộ gia đình, và 18.218 gia đình sống trong quận hạt. Mật độ dân số là 161 trên một dặm vuông (62 / km2). Có 29.595 đơn vị nhà ở mật độ trung bình của 67 trên một dặm vuông (26 / km2). Cơ cấu chủng tộc của dân cư sinh sống trong quận này bao gồm 93,01% người da trắng, 4,44% da đen hay Mỹ gốc Phi, 0,28% người Mỹ bản xứ, 0,72% châu Á, Thái Bình Dương 0,02%, 0,34% từ các chủng tộc khác, và 1,19% từ hai hoặc nhiều chủng tộc. 0,97% dân số gốc Tây Ban Nha hay châu Mỹ La Tinh thuộc bất kỳ chủng tộc nào.
Có 27.152 hộ, trong đó 31,50% có trẻ em dưới 18 tuổi sống chung với họ, 53,10% là đôi vợ chồng sống với nhau, 10,70% có nữ hộ và không có chồng, và 32,90% là không lập gia đình. 25,20% hộ gia đình đã được tạo ra từ các cá nhân và 7,60% có người sống một mình 65 tuổi hoặc lớn tuổi hơn. Cỡ hộ trung bình là 2,42 và cỡ gia đình trung bình là 2,90.
Theo độ tuổi, 21,90% là dưới 18,% 18,80 18-24, 29,40% 25-44, 20,10% từ 45 đến 64, và 9,80% từ 65 trở lên. Độ tuổi trung bình là 31 năm. Cả 18-đến-24 tương đối lớn dân số và độ tuổi trung bình tương đối thấp có thể được giải thích bởi sự hiện diện của Đại học Eastern Kentucky, và đến một mức độ thấp hơn đáng kể Berea College. Đối với mỗi 100 nữ có 93,30 nam giới. Đối với mỗi 100 nữ 18 tuổi trở lên, đã có 90,20 nam giới.
Thu nhập trung bình cho một hộ gia đình trong quận đã đạt mức USD 32.861, và thu nhập trung bình cho một gia đình là USD 41.383. Phái nam có thu nhập trung bình USD 31.974 so với 22.487 USD của phái nữ. Thu nhập bình quân đầu người của dân cư quận là 16.790 USD. Có 12,00% gia đình và 16,80% dân số sống dưới mức nghèo khổ, bao gồm 17,80% những người dưới 18 tuổi và 17,10% của những người 65 tuổi hoặc hơn.